# 普卡科查山 (馬爾卡帕塔區)
13°44′16″S 71°01′55″W / 13.73778°S 71.03194°W
普卡科查山（Pucacocha），是秘魯的山峰，位於該國東南部庫斯科大區，由基斯皮坎奇省的馬爾卡帕塔區負責管轄，屬於韋爾卡努塔山脈的一部分，海拔高度5,320米。